# Lars Santesson
Lars Johan Henrik Santesson, född den 25 december 1901 i Stockholm, död där den 18 juli 1971, var en svensk medicinare. Han var son till Carl Gustaf Santesson.
Santesson avlade studentexamen i Stockholm 1921 och medicine kandidatexamen i Uppsala 1925. Han var amanuens i histologi vid Uppsala universitet 1923–1925, extra ordinarie amanuens vid patologiska institutionen där 1925 och extra ordinarie amanuens vid Serafimerlasarettets nervklinik 1928. Santesson bedrev studier vid Köpenhamns universitet 1925, vid Rockefeller Institute for Medical Research i New York 1929–1931 och vid Carlsbergfondets Biologiske Institut i Köpenhamn 1933. Han avlade medicine licentiatexamen 1932 och promoverades till medicine doktor 1936 i Stockholm. Santesson var assistent vid Radiumhemmets svulstpatologiska avdelning 1931–1935 och 1939–1942 samt tillförordnad föreståndare där ett år. Han var extra läkare vid Radiumhemmets allmänna avdelning 1936, underläkare vid gynekologiska avdelningen där 1936, vikarierande underläkare vid Sabbatsbergs sjukhus patologiska avdelning 1935 och 1937 samt ordinarie underläkare där 1937–1939. Santesson blev laborator i radiopatologi vid Karolinska institutet 1942 och var professor där 1954–1968. Tillsammans med Torbjörn Caspersson erhöll han Svenska Läkaresällskapets jubileumspris 1943.